# 春日町駅

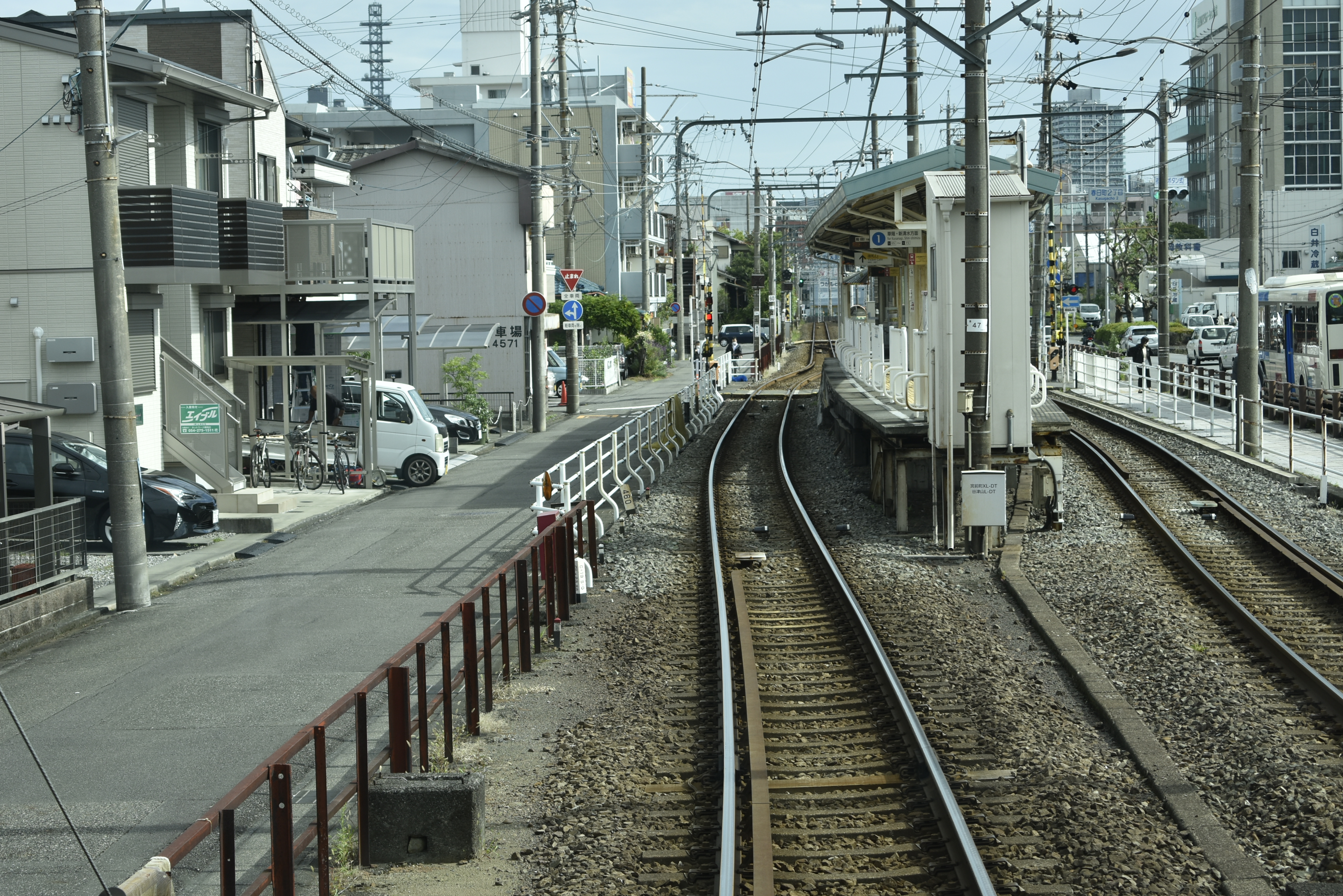
下り線より駅を見る（2020年10月）

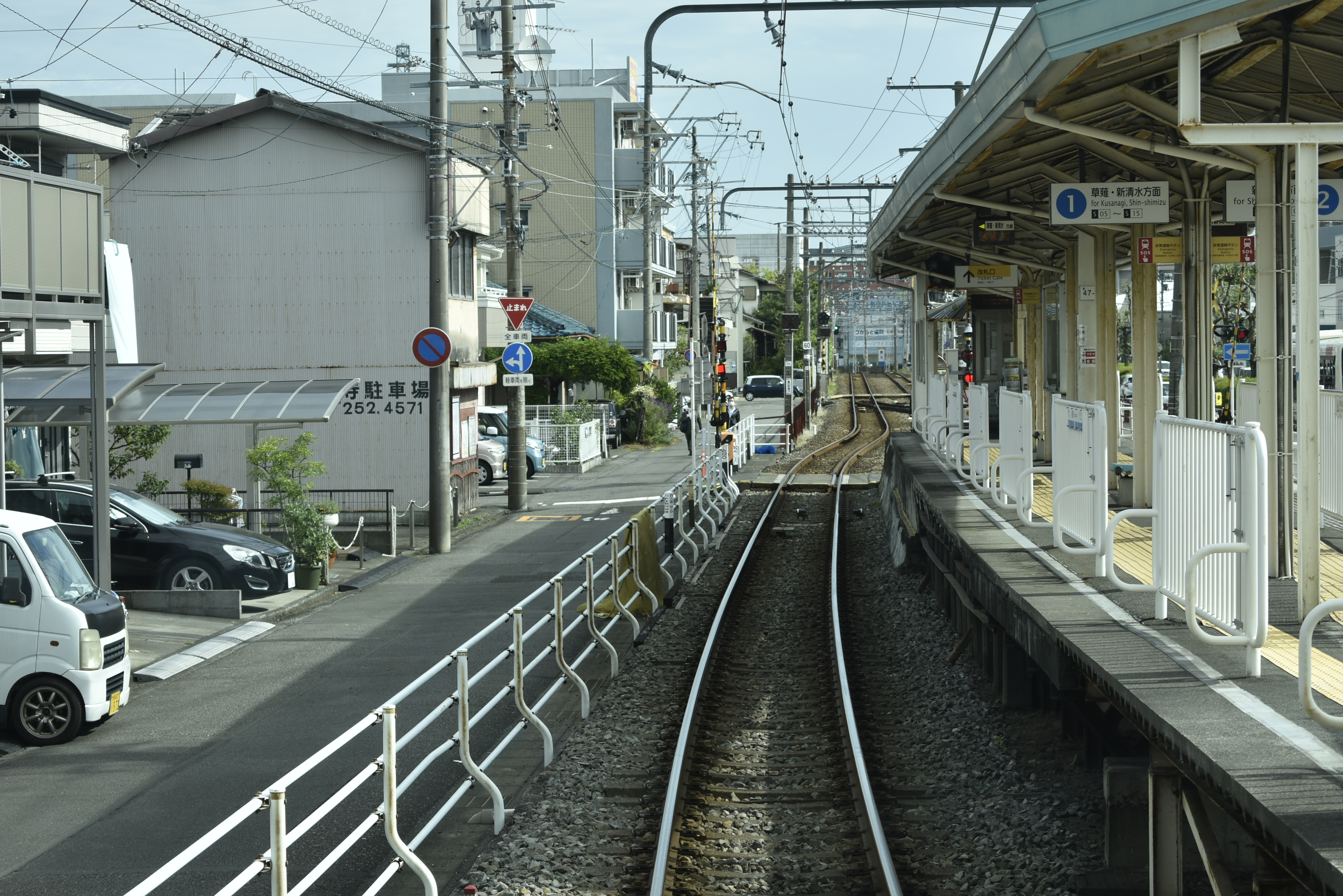
下り線より入線（2020年10月）

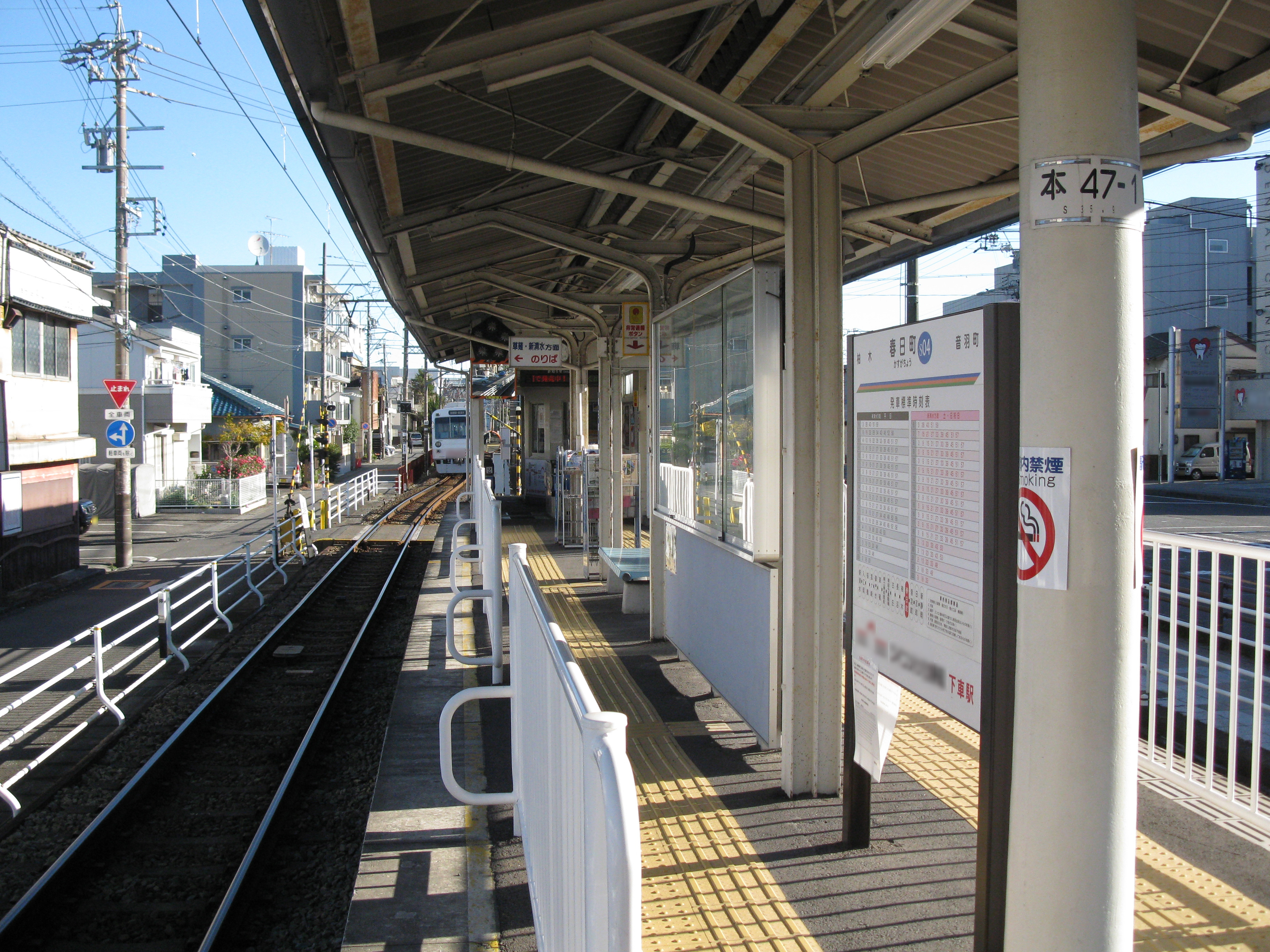
ホーム（2010年12月）

春日町駅（かすがちょうえき）は、静岡県静岡市葵区春日町二丁目にある静岡鉄道静岡清水線の駅である。駅番号はS04。

## 歴史
- 1930年（昭和5年）4月2日：春日町駅として開業。
- 2005年（平成17年）4月：安全柵（転落防止柵）設置。

## 駅構造
島式ホーム1面2線の地上駅で、駅舎もホーム幅分しかない。駅の出入口は踏切の中央にある。
駅の柚木駅寄りには非常用の上下渡り線があり、ポイントがある事から停車場扱いとなっている。2011年10月1日のダイヤ改正より使用が開始された方向幕には新たに「春日町」の行き先も追加された。
トイレはホーム新静岡寄りにある男女共用の水洗式。

### のりば
| 乗り場 | 路線        | 方向 | 行先             |
| ------ | ----------- | ---- | ---------------- |
| 1      | ●静岡清水線 | 下り | 草薙・新清水方面 |
| 2      | ●静岡清水線 | 上り | 新静岡方面       |

## 利用状況
「静岡市統計書」によれば、2023年度の一日平均乗車人員は794人、降車人員は815人であった。この乗降人員数は静岡清水線全15駅中12番目である。なお、同統計によれば、近年の乗降人員は以下の通りである。
| 年度               | 1日平均乗降人員 | 1日平均乗降人員 | 1日平均乗降人員 |
| 年度               | 乗車人員        | 降車人員        | 合計            |
| ------------------ | --------------- | --------------- | --------------- |
| 2002年（平成14年） | 855             | 1,085           | 1,940           |
| 2003年（平成15年） | 844             | 1,098           | 1,942           |
| 2004年（平成16年） | 811             | 1,070           | 1,881           |
| 2005年（平成17年） | 888             | 914             | 1,802           |
| 2006年（平成18年） | 714             | 1,007           | 1,721           |
| 2007年（平成19年） | 725             | 987             | 1,712           |
| 2008年（平成20年） | 856             | 824             | 1,680           |
| 2009年（平成21年） | 754             | 722             | 1,476           |
| 2010年（平成22年） | 683             | 731             | 1,414           |
| 2011年（平成23年） | 690             | 782             | 1,472           |
| 2012年（平成24年） | 691             | 807             | 1,498           |
| 2013年（平成25年） | 711             | 767             | 1,478           |
| 2014年（平成26年） | 731             | 790             | 1,521           |
| 2015年（平成27年） | 763             | 818             | 1,581           |
| 2016年（平成28年） | 788             | 842             | 1,630           |
| 2017年（平成29年） | 852             | 895             | 1,747           |
| 2018年（平成30年） | 899             | 942             | 1,841           |
| 2019年（令和元年） | 906             | 937             | 1,843           |
| 2020年（令和02年） | 687             | 706             | 1,393           |
| 2021年（令和03年） | 715             | 736             | 1,451           |
| 2022年（令和04年） | 745             | 771             | 1,516           |
| 2023年（令和05年） | 794             | 815             | 1,609           |

## 駅周辺
- 静岡地方気象台
- 国道1号
- 下横田バス停・南郵便局ツインメッセ前バス停
- ツインメッセ静岡
- 静岡県理容美容専門学校
- 静清リハビリテーション病院

## 隣の駅
静岡鉄道
S 静岡清水線
■急行・■通勤急行
通過
■普通
音羽町駅 (S03) - 春日町駅 (S04) - 柚木駅 (S05)